# Постенкил (Њујорк)
Постенкил (енгл. Poestenkill) насељено је место без административног статуса у америчкој савезној држави Њујорк.

## Демографија
По попису из 2010. године број становника је 1.061, што је 37 (3,6%) становника више него 2000. године.
| Група             | 2000.         | 2010.         |
| Белци             | 1.004 (98,0%) | 1.033 (97,4%) |
| Афроамериканци    | 0 (0,0%)      | 1 (0,1%)      |
| Азијати           | 3 (0,3%)      | 2 (0,2%)      |
| Хиспаноамериканци | 7 (0,7%)      | 12 (1,1%)     |
| Укупно            | 1.024         | 1.061         |